# Araçu
| Araçu                        | Araçu                                            |
| ---------------------------- | ------------------------------------------------ |
|                              |                                                  |
| Wappen                       | Flagge                                           |
| Wappen von Araçu             | Flagge von Araçu                                 |
| Karte                        |                                                  |
|                              |                                                  |
| Basisdaten                   |                                                  |
| Staat:                       | Brasilien (BRA)                                  |
| Verwaltungsgliederung:       | Mittelwesten                                     |
| Bundesstaat:                 | Goiás(GO)                                        |
| Mesoregion:                  | Zentral-Goiás                                    |
| Mikroregion:                 | Anápolis (GO)                                    |
| Angrenzende Gemeinden:       | Itauçu, Inhumas, Caturaí, Avenilópolis, Itaberaí |
| Distanz zu Goiânia:          | 75                                               |
| Geografische Lage:           | 16° 21′ S, 49° 41′ W                             |
| Zeitzone:                    | UTC-3 Sommer: UTC-2                              |
| Höhe ü. d. M.:               | 716 m                                            |
| Fläche:                      | 153,599 km²                                      |
| Einwohner:                   | 3.785                                            |
| Bevölkerungsdichte:          | 24,6 Einwohner / km²                             |
| Telefonvorwahl:              | +5562                                            |
| Postleitzahl (CEP):          | 75410-000                                        |
| Adresse der Stadtverwaltung: |                                                  |
| Offizielle Website:          | keine                                            |
| Jahrestag:                   | 14. November                                     |
| Gemeindegründung:            | 1958                                             |
| Politik                      |                                                  |
| Bürgermeister:               | Juarez Vieira de Souza (DEM), (2009–2012)        |
| Vize-Bürgermeister:          |                                                  |

Araçu, amtlich Município de Araçu, ist eine brasilianische politische Gemeinde im Bundesstaat Goiás in der Mesoregion Zentral-Goiás und in der Mikroregion Anápolis. Sie liegt westlich der brasilianischen Hauptstadt Brasília und nordwestlich von Goiânia, der Hauptstadt des Bundesstaates.

## Geographische Lage
Araçu grenzt:
- im Norden an die Gemeinde Itauçu
- im Osten an die Gemeinde Inhumas
- im Süden an die Gemeinden Caturaí und Avenilópolis
- im Westen an die Gemeinde Itaberaí